# カテネーション
カテネーション (英: Catenation) とは、同種元素の原子が長鎖状に結合することを指す用語である。最も良く知られているカテネーションの例は炭素原子によるもので、共有結合により多数の炭素が結合して長鎖および構造を作る。このことが自然界に膨大な種類の有機化合物が存在する理由である。炭素はそのカテネーションの性質が最も良く知られている元素であり、有機化学は根本的にカテネーションを起こした炭素の構造（カテネー 英: catenae とも呼ばれる）を調べる学問だと言える。しかし、炭素がカテネーを形成する唯一の元素であるわけではまったくなく、他にもケイ素、硫黄、ホウ素などの典型元素が幅広いカテネーを形成できることが知られている。
元素がカテネーションを起こせるかどうかは基本的に自分自身との結合エネルギーによって決まる。結合エネルギーは、重なりあって結合を作る原子軌道がより拡がったもの（高い方位量子数を持つもの）のほうがより低くなる。したがって、最も拡がっていない価電子殻 p 軌道を持っている炭素はより重い元素よりも長い p-p σ結合原子鎖を形成することができる。カテネーション能は立体障害や、電気陰性度や分子軌道の混成などの電子的な因子によっても左右され、共有結合の種類によっても変化する。炭素の場合、隣接原子とのσ結合が十分強く、安定な原子鎖を完全に形成できる。別の元素の場合、反証が山程あるにもかかわらずかつてはこれが極端に難しいことだとされておいた。
硫黄の有用な化学的性質の大部分はカテネーションによる。自然状態では、硫黄は S8 分子の形で存在する。この環は熱すると開裂し、別の環と結合してどんどん長い原子鎖を形成する。このことは、鎖が長くなるにつれて徐々に高くなる粘度から立証できる。セレンやテルルもこのような構造の変種を示す。
ケイ素は別のケイ素原子とσ結合を形成することができる（ジシランがこの類の化合物の祖である）。しかし、 SinH2n+2 分子（飽和炭化水素アルカンに相当）を調製および分離するのは n がおよそ 8 よりも大きくなると困難になる。これはその熱力学安定性がケイ素原子の増加につれて低下するためである。ジシランよりも重いポリシランは 水素化ポリシリコンと水素に分解する。しかし、適切な有機置換基で水素を置換すれば、アルカンに相当するポリシラン（ときたま間違ってポリシレン polysilenes とも呼ばれる）を調製することが可能である。これらの長鎖化合物は、鎖にそった電子の非局在化に起因する驚くべき電気的特性（高い電気伝導度など）を示す。
（有機置換基のついた）リン鎖も調製されているが、非常に壊れやすい。小さな環状化合物やクラスタがより一般的である。
ケイ素–ケイ素π結合も可能である。しかし、これらの結合は炭素の場合よりも安定性に欠ける。 ジシランはエタンと比べて極めて反応性が高い。ジシレンはアルケンとは違って非常に稀である。長らく、不安定なため単離不可能と考えられてきたジシリンの例が2004年に報告された。
近年、ケイ素、ゲルマニウム、ヒ素、ビスマスなど様々な半金属元素間の二重・三重結合が報告されている。特定の典型元素のカテネーション能は無機高分子の分野で研究が進められている。